# Séries éliminatoires de la Coupe Stanley 1942
Année précédente Année suivante
Les séries éliminatoires de la Coupe Stanley 1942 font suite à la saison 1941-1942 de la Ligue nationale de hockey. Les Maple Leafs de Toronto remportent la Coupe Stanley en battant en finale les Red Wings de Détroit sur le score de 4 matchs à 3.

## Tableau récapitulatif

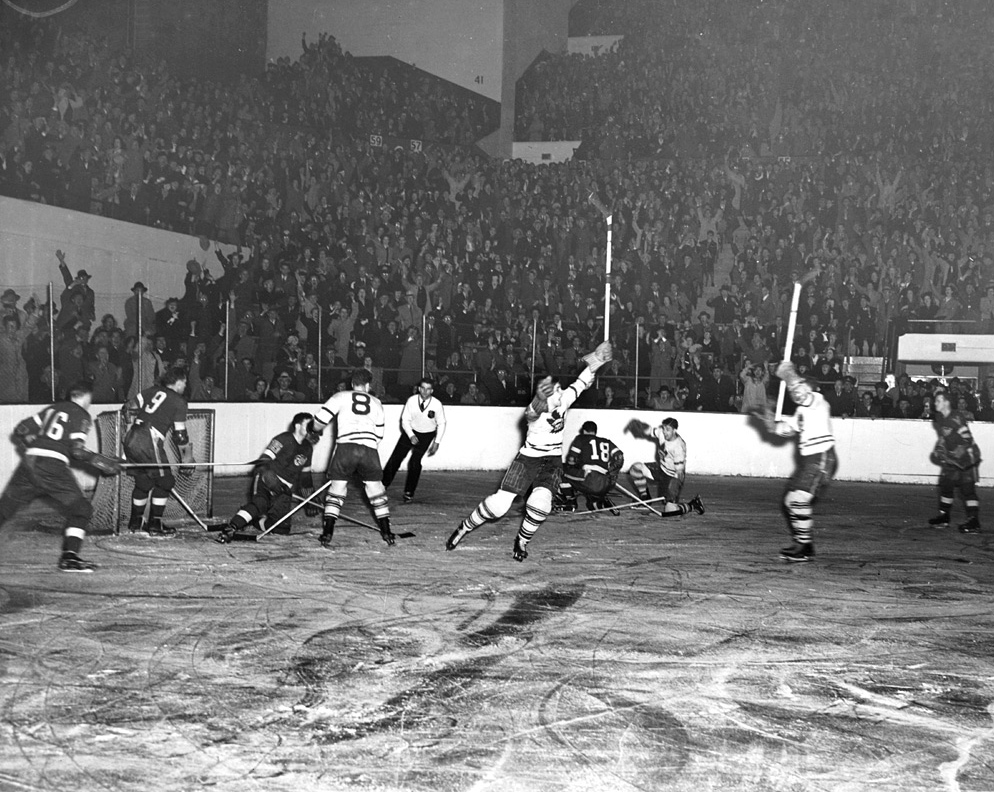
But des Maple Leafs contre les Red Wings en finale

|  | Quarts de finale  | Quarts de finale       | Quarts de finale | Quarts de finale       |                   |                  | Demi-finales                  | Demi-finales                  | Demi-finales                  | Demi-finales                  |  |  | Finale                          | Finale                          | Finale                          | Finale                          |
|  |                   |                        |                  |                        |                   |                  |                               |                               |                               |                               |  |  |                                 |                                 |                                 |                                 |
|  |                   |                        |                  |                        |                   |                  | 21, 22, 24, 28, 29 et 31 mars | 21, 22, 24, 28, 29 et 31 mars | 21, 22, 24, 28, 29 et 31 mars | 21, 22, 24, 28, 29 et 31 mars |  |  | 4, 7, 9, 12, 14, 16 et 18 avril | 4, 7, 9, 12, 14, 16 et 18 avril | 4, 7, 9, 12, 14, 16 et 18 avril | 4, 7, 9, 12, 14, 16 et 18 avril |
|  |                   |                        |                  |                        |                   |                  | 21, 22, 24, 28, 29 et 31 mars | 21, 22, 24, 28, 29 et 31 mars | 21, 22, 24, 28, 29 et 31 mars | 21, 22, 24, 28, 29 et 31 mars |  |  | 4, 7, 9, 12, 14, 16 et 18 avril | 4, 7, 9, 12, 14, 16 et 18 avril | 4, 7, 9, 12, 14, 16 et 18 avril | 4, 7, 9, 12, 14, 16 et 18 avril |
|  |                   |                        |                  |                        |                   |                  | 21, 22, 24, 28, 29 et 31 mars | 21, 22, 24, 28, 29 et 31 mars | 21, 22, 24, 28, 29 et 31 mars | 21, 22, 24, 28, 29 et 31 mars |  |  | 4, 7, 9, 12, 14, 16 et 18 avril | 4, 7, 9, 12, 14, 16 et 18 avril | 4, 7, 9, 12, 14, 16 et 18 avril | 4, 7, 9, 12, 14, 16 et 18 avril |
|  |                   |                        |                  |                        |                   |                  | 21, 22, 24, 28, 29 et 31 mars | 21, 22, 24, 28, 29 et 31 mars | 21, 22, 24, 28, 29 et 31 mars | 21, 22, 24, 28, 29 et 31 mars |  |  | 4, 7, 9, 12, 14, 16 et 18 avril | 4, 7, 9, 12, 14, 16 et 18 avril | 4, 7, 9, 12, 14, 16 et 18 avril | 4, 7, 9, 12, 14, 16 et 18 avril |
|  |                   |                        |                  |                        |                   |                  | 21, 22, 24, 28, 29 et 31 mars | 21, 22, 24, 28, 29 et 31 mars | 21, 22, 24, 28, 29 et 31 mars | 21, 22, 24, 28, 29 et 31 mars |  |  | 4, 7, 9, 12, 14, 16 et 18 avril | 4, 7, 9, 12, 14, 16 et 18 avril | 4, 7, 9, 12, 14, 16 et 18 avril | 4, 7, 9, 12, 14, 16 et 18 avril |
|  | 1re               | Rangers de New York    | 2                | 2                      |                   |                  |                               |                               |                               |                               |  |  | 4, 7, 9, 12, 14, 16 et 18 avril | 4, 7, 9, 12, 14, 16 et 18 avril | 4, 7, 9, 12, 14, 16 et 18 avril | 4, 7, 9, 12, 14, 16 et 18 avril |
|  | 1re               | Rangers de New York    | 2                | 2                      |                   |                  |                               |                               |                               |                               |  |  | 4, 7, 9, 12, 14, 16 et 18 avril | 4, 7, 9, 12, 14, 16 et 18 avril | 4, 7, 9, 12, 14, 16 et 18 avril | 4, 7, 9, 12, 14, 16 et 18 avril |
|  |                   |                        | 2e               | Maple Leafs de Toronto | 4                 | 4                |                               |                               |                               |                               |  |  | 4, 7, 9, 12, 14, 16 et 18 avril | 4, 7, 9, 12, 14, 16 et 18 avril | 4, 7, 9, 12, 14, 16 et 18 avril | 4, 7, 9, 12, 14, 16 et 18 avril |
|  |                   |                        |                  |                        | 4                 | 4                |                               |                               |                               |                               |  |  | 4, 7, 9, 12, 14, 16 et 18 avril | 4, 7, 9, 12, 14, 16 et 18 avril | 4, 7, 9, 12, 14, 16 et 18 avril | 4, 7, 9, 12, 14, 16 et 18 avril |
|  |                   | 29 et 31 mars          |                  |                        |                   |                  |                               |                               |                               |                               |  |  | 4, 7, 9, 12, 14, 16 et 18 avril | 4, 7, 9, 12, 14, 16 et 18 avril | 4, 7, 9, 12, 14, 16 et 18 avril | 4, 7, 9, 12, 14, 16 et 18 avril |
|  |                   |                        |                  |                        |                   |                  |                               |                               |                               |                               |  |  | 4, 7, 9, 12, 14, 16 et 18 avril | 4, 7, 9, 12, 14, 16 et 18 avril | 4, 7, 9, 12, 14, 16 et 18 avril | 4, 7, 9, 12, 14, 16 et 18 avril |
|  | 1re               | Maple Leafs de Toronto | 4                | 4                      |                   |                  |                               |                               |                               |                               |  |  |                                 |                                 |                                 |                                 |
|  | 1re               | Maple Leafs de Toronto | 4                | 4                      | 22, 24 et 26 mars |                  |                               |                               |                               |                               |  |  |                                 |                                 |                                 |                                 |
|  |                   |                        | 5e               | Red Wings de Détroit   | 3                 | 3                |                               |                               |                               |                               |  |  |                                 |                                 |                                 |                                 |
|  | 3e                | Bruins de Boston       | 5e               | Red Wings de Détroit   | 3                 | 3                | 2                             | 2                             |                               |                               |  |  |                                 |                                 |                                 |                                 |
|  | 3e                | Bruins de Boston       |                  |                        |                   |                  |                               |                               |                               |                               |  |  |                                 |                                 |                                 |                                 |
|  | 4e                | Black Hawks de Chicago | 1                | 1                      |                   |                  |                               |                               |                               |                               |  |  |                                 |                                 |                                 |                                 |
|  | 4e                | Black Hawks de Chicago | 1                | 1                      | 3e                | Bruins de Boston | 0                             | 0                             |                               |                               |  |  |                                 |                                 |                                 |                                 |
|  | 22, 24 et 26 mars |                        |                  |                        | 3e                | Bruins de Boston | 0                             | 0                             |                               |                               |  |  |                                 |                                 |                                 |                                 |
|  |                   |                        | 5e               | Red Wings de Détroit   | 2                 | 2                |                               |                               |                               |                               |  |  |                                 |                                 |                                 |                                 |
|  | 5e                | Red Wings de Détroit   | 5e               | Red Wings de Détroit   | 2                 | 2                | 2                             | 2                             |                               |                               |  |  |                                 |                                 |                                 |                                 |
|  | 5e                | Red Wings de Détroit   |                  |                        |                   |                  |                               | 2                             |                               |                               |  |  |                                 |                                 |                                 |                                 |
|  | 6e                | Canadiens de Montréal  | 1                | 1                      |                   |                  |                               |                               |                               |                               |  |  |                                 |                                 |                                 |                                 |
|  | 6e                | Canadiens de Montréal  | 1                | 1                      |                   |                  |                               |                               |                               |                               |  |  |                                 |                                 |                                 |                                 |
|  |                   |                        |                  |                        |                   |                  |                               |                               |                               |                               |  |  |                                 |                                 |                                 |                                 |

## Détails des matchs

### Quarts de finale

#### Boston contre Chicago
Les Bruins gagnent la série 2 matchs à 1.
| 22 avril | Black Hawks de Chicago | 1-2 (pr) (0-1, 0-0, 1-0, 0-1) | Bruins de Boston | Boston Garden 17 103 spectateurs |

| Feuille de match | Feuille de match                                    | Feuille de match | Feuille de match                                                                                  | Feuille de match |
| ---------------- | --------------------------------------------------- | ---------------- | ------------------------------------------------------------------------------------------------- | ---------------- |
|                  | - M. Bentley (D. Bentley, M. March) — 58 min 50 s - | 0-1 1-1 1-2      | R. Conacher (B. Cowley, E. Wiseman) — 1 min 8 s - D. Smith (R. Conacher, B. Cowley) — 66 min 51 s |                  |
| S. LoPresti      | Gardiens                                            | F. Brimsek       |                                                                                                   |                  |
|                  |                                                     |                  |                                                                                                   |                  |
|                  |                                                     |                  |                                                                                                   |                  |

| 24 avril | Bruins de Boston | 0-4 (0-0, 0-3, 0-1) | Black Hawks de Chicago | Chicago Stadium 14 200 spectateurs |

| Feuille de match | Feuille de match | Feuille de match | Feuille de match | Feuille de match |
| ---------------- | ---------------- | ---------------- | --- | ---------------- |
|                  | -                | 0-1 0-2 0-3 0-4  | B. Mosienko (R. Carse, R. Hamill) — 3 min 57 s A. Kaleta (B. Thoms, G. Allen) — 30 min 18 s B. Carse (A. Kaleta) — 50 min 30 s G. Allen (A. Kaleta, W. Carse) — 46 min 27 s |                  |
| F. Brimsek       | Gardiens         | S. LoPresti      | |                  |
|                  |                  |                  | |                  |
|                  |                  |                  | |                  |

| 26 avril | Bruins de Boston | 3-2 (1-0, 2-2, 0-0) | Black Hawks de Chicago | Boston Garden |

| Feuille de match | Feuille de match | Feuille de match    | Feuille de match                                                                                  | Feuille de match                                    |
| ---------------- | --- | ------------------- | ------------------------------------------------------------------------------------------------- | --------------------------------------------------- |
|                  | G. Bruce (J. Shewchuk, J. McGill) — 18 min 1 s G. Bruce (W. Hiller, J. Crawford) — 20 min 48 s - J. McGill — 28 min 15 s - | 1-0 2-0 2-1 3-1 3-2 | - M. Bentley (M. March, J. Cooper) — 27 min 9 s - B. Mosienko (R. Carse, J. Cooper) — 35 min 25 s | Arbitrage : King Clancy Archie Wilcox Aurèle Joliat |
| S. LoPresti      | Gardiens | F. Brimsek          |                                                                                                   | Arbitrage : King Clancy Archie Wilcox Aurèle Joliat |
|                  | |                     |                                                                                                   | Arbitrage : King Clancy Archie Wilcox Aurèle Joliat |
|                  | |                     |                                                                                                   | Arbitrage : King Clancy Archie Wilcox Aurèle Joliat |

#### Détroit contre Montréal
Détroit gagne la série 2 matchs à 1.
| 22 avril | Red Wings de Détroit | 2-1 (1-0, 1-1, 0-0) | Canadiens de Montréal | Olympia Stadium |

| Feuille de match | Feuille de match                                          | Feuille de match | Feuille de match                      | Feuille de match |
| ---------------- | --------------------------------------------------------- | ---------------- | ------------------------------------- | ---------------- |
|                  | D. Grosso — 11 min 32 s D. Grosso (S. Abel) — 22 min 35 s | 1-0 2-0 2-1      | - T. Reardon (T. Blake) — 29 min 57 s |                  |
| J. Mowers        | Gardiens                                                  | P. Bibeault      |                                       |                  |
|                  |                                                           |                  |                                       |                  |
|                  |                                                           |                  |                                       |                  |

| 24 avril | Canadiens de Montréal | 5-0 (1-0, 2-0, 2-0) | Red Wings de Détroit | Forum de Montréal |

| Feuille de match | Feuille de match | Feuille de match    | Feuille de match | Feuille de match |
| ---------------- | --- | ------------------- | ---------------- | ---------------- |
|                  | J. Haggarty — 12 min 3 s T. Reardon (T. Blake) — 30 min 26 s É. Bouchard (T. Blake, J. Benoit) — 37 min 20 s J. Benoit (T. Reardon) — 55 min 41 s G. Heffernan (B. O'Connor, J. Haggarty) — 56 min 17 s | 1-0 2-0 3-0 4-0 5-0 | - -              |                  |
| P. Bibeault      | Gardiens | J. Mowers           |                  |                  |
|                  | |                     |                  |                  |
|                  | |                     |                  |                  |

| 26 avril | Red Wings de Détroit | 6-2 (0-0, 2-1, 4-1) | Canadiens de Montréal | Olympia Stadium |

| Feuille de match | Feuille de match | Feuille de match                | Feuille de match                                                                                         | Feuille de match |
| ---------------- | --- | ------------------------------- | --- | ---------------- |
|                  | - M. Bruneteau — 24 min 21 s S. Abel — 39 min 37 s J. Carveth (C. Liscombe) — 47 min 30 s M. Bruneteau (A. Motter, C. Liscombe) — 51 min 40 s C. Liscombe (E. Bush, S. Howe) — 53 min 2 s C. Liscombe — 59 min 33 s - | 0-1 1-1 2-1 3-1 4-1 5-1 6-1 6-2 | J. Haggarty (C. Sands, G. Heffernan) — 21 min 26 s - G. Heffernan (É. Bouchard, J. Quilty) — 59 min 49 s |                  |
| J. Mowers        | Gardiens | P. Bibeault                     | |                  |
|                  | |                                 | |                  |
|                  | |                                 | |                  |

### Demi-finales

#### New York contre Toronto
Premiers et deuxièmes de la saison régulière, les Rangers de New York et les Maple Leafs de Toronto se rencontrent en demi-finales de la Coupe Stanley. Six rencontres sont nécessaires aux Maple Leafs pour éliminer les Rangers alors qu'aucune des deux équipes ne parvient à s'imposer sur la glace de l’autre équipe. Nick Metz donne la victoire à Toronto alors qu'il reste six secondes de jeu dans le match numéro 6 de la série.
| 21 avril | Maple Leafs de Toronto | 3-1 (2-1, 1-0, 0-0) | Rangers de New York | Maple Leaf Gardens |

| Feuille de match | Feuille de match | Feuille de match | Feuille de match                    | Feuille de match      |
| ---------------- | --- | ---------------- | ----------------------------------- | --------------------- |
|                  | - G. Drillon (S. Apps) — 4 min 15 s N. Metz (S. Apps, G. Drillon) — 5 min 34 s S. Apps (G. Drillon, N. Metz) — 34 min 14 s | 0-1 1-1 2-1 3-1  | B. Pratt (P. Watson) — 2 min 26 s - | Arbitrage : K. Clancy |
| T. Broda         | Gardiens | J. Henry         |                                     | Arbitrage : K. Clancy |
|                  | |                  |                                     | Arbitrage : K. Clancy |
|                  | |                  |                                     | Arbitrage : K. Clancy |

| 22 avril | Rangers de New York | 2-4 (0-2, 0-0, 2-2) | Maple Leafs de Toronto | Madison Square Garden 14 696 spectateurs |

| Feuille de match | Feuille de match                                                                                           | Feuille de match        | Feuille de match | Feuille de match                         |
| ---------------- | --- | ----------------------- | --- | ---------------------------------------- |
|                  | - M. Colville (N. Colville, A. Shibicky) — 41 min 31 s M. Colville (A. Shibicky, B. Pratt) — 42 min 22 s - | 0-1 0-2 1-2 2-2 2-3 2-4 | J. McCreedy (P. Langelle, B. Davidson) — 11 min 41 s G. Drillon (S. Apps, W. Stanowski) — 19 min 32 s - J. McCreedy (P. Langelle) — 44 min 9 s B. Taylor — 46 min 15 s | Arbitrage : Chadwick A. Wilcox A. Joliat |
| J. Henry         | Gardiens                                                                                                   | T. Broda                | | Arbitrage : Chadwick A. Wilcox A. Joliat |
|                  | |                         | | Arbitrage : Chadwick A. Wilcox A. Joliat |
|                  | |                         | | Arbitrage : Chadwick A. Wilcox A. Joliat |

| 24 avril | Rangers de New York | 3-0 (0-0, 2-0, 1-0) | Maple Leafs de Toronto | Madison Square Garden |

| Feuille de match | Feuille de match | Feuille de match | Feuille de match | Feuille de match                          |
| ---------------- | --- | ---------------- | ---------------- | ----------------------------------------- |
|                  | A. Shibicky (N. Colville, M. Colville) — 22 min 50 s A. Kuntz (G. Warwick) — 26 min 10 s M. Colville (A. Coulter, N. Colville) — 50 min 49 s | 1-0 2-0 3-0      | -                | Arbitrage : N. Laport A. Joliat A. Wilcox |
| J. Henry         | Gardiens | T. Broda         |                  | Arbitrage : N. Laport A. Joliat A. Wilcox |
|                  | |                  |                  | Arbitrage : N. Laport A. Joliat A. Wilcox |
|                  | |                  |                  | Arbitrage : N. Laport A. Joliat A. Wilcox |

| 28 avril | Maple Leafs de Toronto | 2-1 (0-0, 0-0, 2-1) | Rangers de New York | Maple Leaf Gardens 15 624 spectateurs |

| Feuille de match | Feuille de match                                                                          | Feuille de match | Feuille de match                       | Feuille de match |
| ---------------- | ----------------------------------------------------------------------------------------- | ---------------- | -------------------------------------- | ---------------- |
|                  | S. Apps (G. Drillon, W. Stanowski) — 49 min 9 s S. Schriner (W. Stanowski) — 53 min 8 s - | 1-0 2-0 2-1      | - B. Hextall (P. Watson) — 57 min 31 s |                  |
| T. Broda         | Gardiens                                                                                  | J. Henry         |                                        |                  |
|                  |                                                                                           |                  |                                        |                  |
|                  |                                                                                           |                  |                                        |                  |

| 29 avril | Rangers de New York | 3-1 (2-0, 0-0, 1-1) | Maple Leafs de Toronto | Madison Square Garden |

| Feuille de match | Feuille de match | Feuille de match | Feuille de match                         | Feuille de match |
| ---------------- | --- | ---------------- | ---------------------------------------- | ---------------- |
|                  | A. Shibicky (N. Colville, B. Pratt) — 2 min 1 s A. Shibicky (B. Pratt, N. Colville) — 16 min 7 s L. Patrick (P. Watson) — 55 min 6 s - | 1-0 2-0 3-0 3-1  | - P. Langelle (J. McCreedy) — 58 min 3 s |                  |
| J. Henry         | Gardiens | T. Broda         |                                          |                  |
|                  | |                  |                                          |                  |
|                  | |                  |                                          |                  |

| 31 avril | Maple Leafs de Toronto | 3-2 (1-0, 1-0, 1-2) | Rangers de New York | Maple Leaf Gardens |

| Feuille de match | Feuille de match                                                                        | Feuille de match    | Feuille de match                                                                                  | Feuille de match                         |
| ---------------- | --------------------------------------------------------------------------------------- | ------------------- | ------------------------------------------------------------------------------------------------- | ---------------------------------------- |
|                  | J. McCreedy — 11 min 40 s P. Langelle — 20 min 49 s - - N. Metz (S. Apps) — 59 min 54 s | 1-0 2-0 2-1 2-2 3-2 | - P. Watson (B. Hextall, B. Juzda) — 50 min 30 s A. Pike (P. Watson, N. Colville) — 52 min 18 s - | Arbitrage : Chadwick A. Wilcox A. Joliat |
| T. Broda         | Gardiens                                                                                | J. Henry            |                                                                                                   | Arbitrage : Chadwick A. Wilcox A. Joliat |
|                  |                                                                                         |                     |                                                                                                   | Arbitrage : Chadwick A. Wilcox A. Joliat |
|                  |                                                                                         |                     |                                                                                                   | Arbitrage : Chadwick A. Wilcox A. Joliat |

#### Boston contre Détroit
Détroit gagne la série 2 matchs à 0.
| 29 avril | Bruins de Boston | 4-6 (1-3, 1-2, 2-1) | Red Wings de Détroit | Boston Garden |

| Feuille de match | Feuille de match | Feuille de match                        | Feuille de match | Feuille de match |
| ---------------- | --- | --------------------------------------- | --- | ---------------- |
|                  | - - - R. Conacher (B. Cowley, F. Hollett) — 16 min 29 s - J. McGill (G. Bruce) — 25 min 39 s - - J. McGill (D. Smith, G. Bruce) — 49 min 15 s J. McGill (D. Smith, G. Bruce) — 56 min 4 s | 0-1 0-2 0-3 1-3 1-4 2-4 2-5 2-6 3-6 4-6 | M. Bruneteau (S. Howe, J. Orlando) — 19 s E. Wares (D. Grosso) — 3 min 25 s C. Liscombe — 10 min 39 s - D. Grosso (A. Motter) — 21 min - C. Liscombe (J. Orlando) — 29 min 20 s S. Abel (D. Grosso) — 49 min - |                  |
| F. Brimsek       | Gardiens | J. Mowers                               | |                  |
|                  | |                                         | |                  |
|                  | |                                         | |                  |

| 31 avril | Red Wings de Détroit | 3-1 (1-1, 0-0, 2-0) | Bruins de Boston | Olympia Stadium |

| Feuille de match | Feuille de match                                                                              | Feuille de match | Feuille de match                                  | Feuille de match |
| ---------------- | --------------------------------------------------------------------------------------------- | ---------------- | ------------------------------------------------- | ---------------- |
|                  | J. Carveth — 3 min 50 s J. Carveth (A. Brown, G. Brown) — 49 min 46 s D. Grosso — 59 min 54 s | 1-0 1-1 2-1 3-1  | - H. Cain (A. Jackson, H. Jackson) — 8 min 32 s - |                  |
| J. Mowers        | Gardiens                                                                                      | F. Brimsek       |                                                   |                  |
|                  |                                                                                               |                  |                                                   |                  |
|                  |                                                                                               |                  |                                                   |                  |

### Finale
Après trois rencontres, les Maple Leafs sont menés 3 matchs à 0. Hap Day l'entraîneur de l'équipe décide de bouleverser son équipe en choisissant de mettre sur le banc Gordie Drillon, Hank Goldup et Bucko McDonald pour faire jouer Don Metz, Gaye Stewart et Ernie Dickens. Cette décision réveille les autres joueurs des Maple Leafs qui renversent la situation et remportent les quatre rencontres suivantes pour gagner la Coupe Stanley. C'est la première fois qu'un tel retournement de situation se passe au hockey sur glace dans le sport professionnel Nord-Américain. Lors du cinquième match de la finale, Syl Apps inscrit deux buts et trois passes pour cinq points. Dans les buts de Toronto, Turk Broda ne concède que sept buts lors des quatre dernières rencontres de la finale.
| 4 avril | Maple Leafs de Toronto | 2-3 (2-2, 1-0, 0-0) | Red Wings de Détroit | Maple Leaf Gardens 14 185 spectateurs |

| Feuille de match | Feuille de match                                                                | Feuille de match    | Feuille de match                                                                   | Feuille de match                                    |
| ---------------- | ------------------------------------------------------------------------------- | ------------------- | ---------------------------------------------------------------------------------- | --------------------------------------------------- |
|                  | - McCreedy (Davidson, Kampman) — 6 min 36 s - Schriner (Taylor) — 12 min 59 s - | 0-1 1-1 1-2 2-2 2-3 | Grosso (Orlando) — 1 min 37 s - Abel (Grosso) — 12 min 30 s - Grosso — 34 min 11 s | Arbitrage : King Clancy Don McFadyen et Sam Babcock |
| Broda            | Gardiens                                                                        | Mowers              |                                                                                    | Arbitrage : King Clancy Don McFadyen et Sam Babcock |
|                  |                                                                                 |                     |                                                                                    | Arbitrage : King Clancy Don McFadyen et Sam Babcock |
|                  |                                                                                 |                     |                                                                                    | Arbitrage : King Clancy Don McFadyen et Sam Babcock |

| 7 avril | Maple Leafs de Toronto | 2-4 (0-2, 1-0, 1-2) | Red Wings de Détroit | Maple Leaf Gardens |

| Feuille de match | Feuille de match                                                                   | Feuille de match        | Feuille de match | Feuille de match |
| ---------------- | ---------------------------------------------------------------------------------- | ----------------------- | --- | ---------------- |
|                  | - S. Schriner (B. Taylor, W. Stanowski) — 31 min 13 s - W. Stanowski — 54 min 39 s | 0-1 0-2 1-2 1-3 1-4 2-4 | D. Grosso (E. Wares) — 11 min 47 s M. Bruneteau (C. Liscombe) — 14 min 17 s - D. Grosso (E. Wares) — 44 min 15 s G. Brown (E. Bush, C. Liscombe) — 50 min 6 s - |                  |
| T. Broda         | Gardiens                                                                           | J. Mowers               | |                  |
|                  |                                                                                    |                         | |                  |
|                  |                                                                                    |                         | |                  |

| 9 avril | Red Wings de Détroit | 5-2 (2-2, 2-0, 1-0) | Maple Leafs de Toronto | Olympia Stadium 13 000 spectateurs |

| Feuille de match | Feuille de match | Feuille de match            | Feuille de match                                                                   | Feuille de match |
| ---------------- | --- | --------------------------- | ---------------------------------------------------------------------------------- | ---------------- |
|                  | - G. Brown (E. Bush, J. Stewart) — 18 min 20 s J. Carveth (E. Bush, A. Brown) — 18 min 48 s P. McReavy (D. Grosso, E. Bush) — 33 min 12 s S. Howe (D. Grosso, Bush) — 35 min 11 s E. Bush (C. Liscombe) — 47 min 11 s | 0-1 0-2 1-2 2-2 3-2 4-2 5-2 | L. Carr (B. Taylor, R. Kampman) — 15 min 36 s L. Carr (B. Taylor) — 16 min 6 s - - |                  |
| J. Mowers        | Gardiens | T. Broda                    |                                                                                    |                  |
|                  | |                             |                                                                                    |                  |
|                  | |                             |                                                                                    |                  |

| 12 avril | Red Wings de Détroit | 3-4 (0-0, 2-2, 1-2) | Maple Leafs de Toronto | Olympia Stadium 13 600 spectateurs |

| Feuille de match | Feuille de match | Feuille de match            | Feuille de match | Feuille de match         |
| ---------------- | --- | --------------------------- | --- | ------------------------ |
|                  | M. Bruneteau (A. Motter) — 21 min 32 s S. Abel (D. Grosso, E. Wares) — 29 min 8 s - C. Liscombe (S. Howe, M. Bruneteau) — 44 min 18 s - | 1-0 2-0 2-1 2-2 3-2 3-3 3-4 | - B. Davidson (P. Langelle, J. McCreedy) — 33 min 54 s L. Carr (B. Taylor, S. Schriner) — 35 min 20 s - S. Apps (W. Stanowski, N. Metz) — 46 min 15 s N. Metz (D. Metz, S. Apps) — 52 min 46 s | Arbitrage : Mel Hardwood |
| J. Mowers        | Gardiens | T. Broda                    | | Arbitrage : Mel Hardwood |
|                  | |                             | | Arbitrage : Mel Hardwood |
|                  | |                             | | Arbitrage : Mel Hardwood |

| 14 avril | Maple Leafs de Toronto | 9-3 (2-0, 5-0, 2-3) | Red Wings de Détroit | Maple Leaf Gardens |

| Feuille de match | Feuille de match | Feuille de match                                | Feuille de match | Feuille de match                          |
| ---------------- | --- | ----------------------------------------------- | --- | ----------------------------------------- |
|                  | N. Metz (S. Apps, W. Stanowski) — 9 min 24 s W. Stanowski — 15 min 13 s B. Goldham — 21 min 59 s S. Schriner (B. Taylor) — 24 min 11 s D. Metz (S. Apps, N. Metz) — 34 min 11 s S. Apps (D. Metz, B. Goldham) — 34 min 29 s D. Metz (N. Metz) — 36 min 43 s - D. Metz (S. Apps, W. Stanowski) — 45 min 31 s S. Apps (D. Metz) — 49 min 20 s - | 1-0 2-0 3-0 4-0 5-0 6-0 7-0 7-1 8-1 9-1 9-2 9-3 | - S. Howe (J. McCreedy, C. Liscombe) — 43 min 12 s - A. Motter (S. Howe) — 53 min 57 s C. Liscombe (S. Howe) — 55 min 39 s | Arbitrage : K. Clancy A. Wilcox A. Joliat |
| T. Broda         | Gardiens | J. Mowers                                       | | Arbitrage : K. Clancy A. Wilcox A. Joliat |
|                  | |                                                 | | Arbitrage : K. Clancy A. Wilcox A. Joliat |
|                  | |                                                 | | Arbitrage : K. Clancy A. Wilcox A. Joliat |

| 16 avril | Red Wings de Détroit | 0-3 (0-0, 0-1, 0-2) | Maple Leafs de Toronto | Olympia Stadium |

| Feuille de match | Feuille de match | Feuille de match | Feuille de match                                                                                  | Feuille de match |
| ---------------- | ---------------- | ---------------- | ------------------------------------------------------------------------------------------------- | ---------------- |
|                  | -                | 0-1 0-2 0-3      | D. Metz — 20 min 14 s B. Goldham (S. Schriner) — 53 min 32 s B. Taylor (S. Schriner) — 54 min 4 s |                  |
| J. Mowers        | Gardiens         | T. Broda         |                                                                                                   |                  |
|                  |                  |                  |                                                                                                   |                  |
|                  |                  |                  |                                                                                                   |                  |

| 18 avril | Maple Leafs de Toronto | 3-1 (0-0, 0-1, 3-0) | Red Wings de Détroit | Maple Leaf Gardens |

| Feuille de match | Feuille de match | Feuille de match | Feuille de match                                | Feuille de match |
| ---------------- | --- | ---------------- | ----------------------------------------------- | ---------------- |
|                  | - S. Schriner (L. Carr, B. Taylor) — 47 min 47 s P. Langelle (B. Goldham, J. McCreedy) — 49 min 44 s S. Schriner (L. Carr, B. Taylor) — 50 min 13 s | 0-1 1-1 2-1 3-1  | S. Howe (S. Abel, J. Orlando) — 21 min 44 s - - |                  |
| T. Broda         | Gardiens | J. Mowers        |                                                 |                  |
|                  | |                  |                                                 |                  |
|                  | |                  |                                                 |                  |